# ظبي السبخة
ظبي السبخة (الاسم العلمي: Tragelaphus spekii) ظبي يتوطن الأراضي السبخة وجد في أفريقيا الوسطى، جمهورية الكونغو الديمقراطية، الكاميرون، أجزاء من جنوب السودان، غانا، بوتسوانا، زامبيا، الغابون، تنزانيا، أوغندا وكينيا.